# 鈴木正文 (編集者)
鈴木 正文（すずき まさふみ、1949年 - ）は、日本の自動車およびファッションを専門とする編集者、ジャーナリスト。『NAVI』（二玄社）、『ENGINE』（新潮社）、『GQ JAPAN』（コンデナスト・ジャパン）元編集長。

## 来歴
慶應義塾大学文学部入学後に学生運動（全共闘、学園紛争）に傾倒し、1969年には東大安田講堂事件に加わり、違法活動により逮捕されている。その後同大学を中退する。

### 二玄社時代

#### NAVI

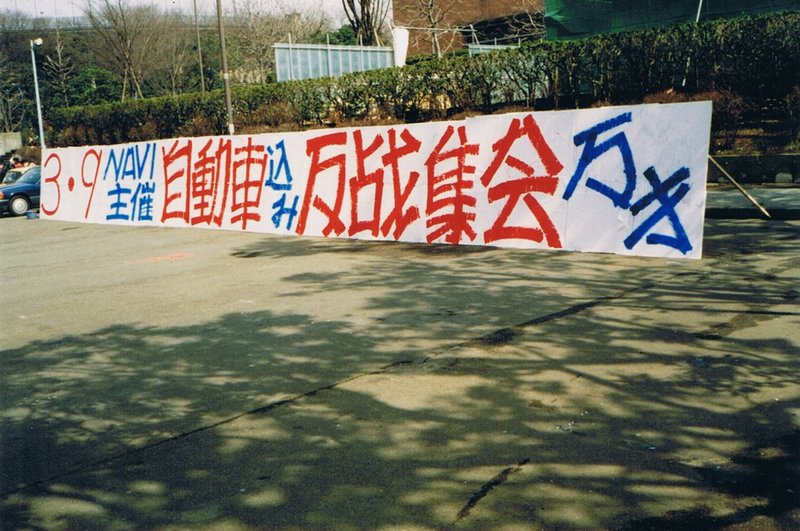
「反戦集会」時の鈴木の立て看パフォーマンス（1991年）

業界紙の英字紙記者を経て、1983年に「カーグラフィック」などを出版する二玄社に入社。1984年には自動車雑誌「NAVI」（2010年2月休刊）の創刊に携わり、1989年には同誌二代目編集長に就任した。
「共産主義者」を自称し、紙上では「毛語録」を引用した記事を書いたり、フランスが核実験を実施すれば誌上でフランス車ユーザーを募ってフランス大使館ヘフランス車を連ねたデモを行い、1991年の湾岸戦争勃発時にもやはり誌上にて反戦デモ（クウェートを侵略したイラクに対しての「反戦」ではなく、クウェートを助けるアメリカ軍やイギリス軍、サウジアラビア軍などの多国籍軍に向けたもの）への参加を呼びかけ、同3月には明治公園で「反戦集会」（事実上の反米集会）を実施したり、ダニエル・コーン＝ベンディットへのインタビュー記事を掲載するなど、編集長時代には、既存の自動車雑誌にはない「左翼思想」、「鈴木らしさ」を全面的に出した言動を展開した。

#### ミーハーへの転向
なお、1991年のソビエト連邦の崩壊と冷戦崩壊後には、急に「共産主義者」を自称することはなくなった上、ベントレーやポルシェなどのプチブル的輸入車やブランド物などミーハーなものに対するあこがれと、資本主義者的志向を隠さなくなったことから「裏切り者」と呼ばれるようになった。現在もこの傾向は続いている。

#### 編集長解任騒動
また、1993年初頭には、鈴木の編集部運営に反発した編集部員10人程度が二玄社経営陣に対し鈴木の編集長解任を求め、抗議行動を起こし大量に離脱するという事件を起こした。なおこの際、副編集長だった小川文夫（現・小川フミオ）と今尾直樹は鈴木側に立ち、また陶山拓、 岡小百合、青木陽子らも編集部に残留した。なお、抗議行動を起こした編集部員らを支援したノンフィクション作家で自動車評論家の中部博、写真家の守屋裕司などは同誌編集部から出入り禁止になった。しかし、経営陣は鈴木の編集長時代に「NAVI」の部数が上がったことなど編集長としての手腕を認め、その後も鈴木を編集長に留めることになる。

### ENGINE創刊・GQ JAPAN編集長時代
2000年8月、自動車雑誌「ENGINE（新潮社）」を立ち上げ、2011年6月まで初代編集長となる。同誌は、鈴木が編集長を務めていた末期の「NAVI」同様にファッションに関する記事を取り入れるとともに、ファッション関連の広告主を獲得し収益を安定させた。
2012年1月、「GQJAPAN（コンデナスト・ジャパン）」編集長就任。2012年1月発売号から毎号自身による『Editor’s Letter』を連載。在任中はTBS系「有吉ジャポン（現・ジロジロ有吉）」等へのメディア出演なども積極的に行う。2021年12月、GQJAPAN編集長を退任した。　

### 現在
自身の公式サイト（the-zg.com）でもある、時代の精神を探るマルチプラットフォーム「ZEITGEIST（ZG）ツァイトガイスト」主宰。2022年よりフリーのエディター及びジャーナリストとしての活動を開始し、CAR GRAPHIC誌　2022年4月号には60周年記念コラムを掲載。

## 人物
東京都出身、祖母がドイツ人のクォーターである。本人曰く10代の頃は、当時「みゆき族」と呼ばれたようなファッション小僧のひとりだったという。自動車免許を取得したのは28歳のときで、その理由は単に必要に迫られたためであった。このときから自動車に興味を持ち始め、『カーグラフィック』の愛読者になった。これまで3000台以上のクルマをテストし、そのうち50〜60台ぐらいを所有してきたという。

## 著書
- 『ENSŪ BUNKO: ○✕（まるくす）』（1995年、二玄社）
- 『走れ！ヨコグルマ』（1998年、小学館文庫）
- 『スズキさんの生活と意見』（2012年、新潮社）